# Гедо, Дьёрдь
Дьёрдь Гедо (венг. György Gedó, родился 23 апреля 1949, Уйпешт, Венгрия) — венгерский боксёр-любитель, Олимпийский чемпион 1972 года, двукратный чемпион Европы (1969 и 1971), призёр чемпионата Европы (1975).